# Keith Davis
Keith Lamont Davis (Dallas, 30 dicembre 1978) è un giocatore di football americano statunitense.

## Nella NFL
Pur non essendo stato scelto al draft, è stato preso dai Dallas Cowboys per la stagione 2002. Nel suo anno di debutto ha giocato 8 partite di cui nessuna da titolare facendo 5 tackle di cui 4 da solo.
Nella stagione 2003 è rimasto fuori per infortunio.
Nella stagione 2004 ha giocato 15 partite di cui nessuna da titolare facendo 17 tackle di cui 13 da solo.
Nella stagione 2005 ha giocato 16 partite di cui 15 da titolare facendo 66 tackle di cui 47 da solo e 3 deviazioni difensive.
Nella stagione 2006 ha giocato 15 partite di cui 6 da titolare facendo 26 tackle di cui 17 da solo.
Nella stagione 2007 ha giocato 14 partite di cui una da titolare facendo 18 tackle di cui 16 da solo e 2 deviazioni difensive.
Nella stagione 2008 ha firmato con i Dolphins l'11 marzo, ma è stato lasciato libero il 27 agosto, prima della preseason. Il 31 agosto ha rifirmato con i Cowboys dove ha giocato 16 partite di cui 9 da titolare facendo 39 tackle di cui 30 da solo e una deviazione difensiva.
Il 21 maggio 2009 ha firmato per i Raiders che lo hanno lasciato libero 13 luglio.